# Pansa (cognomen)
Pansa was een populair cognomen in verscheidene gentes (onder andere gens Appuleia). Het werd gegeven aan een persoon met wijde of uiteenstaande voeten. Plinius plaatst het bij de cognomina Plancus, Plautus, Scaurus (Plin, H. N. XI 45. s. 105.).

## Bekende dragers
- Quintus Appuleius Pansa;
- Gaius Corellius Pansa;
- Lucius Sestius Pansa;
- Lucius Titinius Pansa;
- Gaius Vibius Pansa Caetronianus